# Louis Menar
Louis Menar (bürgerlich Luigi Antonio Mazzocut, genannt Louis); (* 19. November 1939 in Näfels; † 15. September 2014) war ein Schweizer Sänger, Entertainer und Bandleader aus dem Kanton Glarus. Er spielte Gitarre, E-Bass, Banjo, Mundharmonika, Panflöte und Klavier. Hauptberuflich war er Produktionsleiter in einer Spenglerei.

## Repertoire
Im Mai 1987 gründete er sein Unterhaltungsorchester, die Glarnerbuebe, für die er auch Musikstücke selbst komponierte und Lieder in verschiedenen Sprachen sang. Seine Evergreens sind die Walzerlieder Geissepeter und Müeti, liebs Müeti. Ausserdem komponierte und textete er die Gassenhauer Mir sind d'Glarnerbuebe und Wenn d'Glarnerbuebe spiled. Willy Mächler, der Akkordeonist des Orchesters, war ein Schüler von Willi Valotti.
Die Musikgruppe hatte nur wenige Titel im Stil des traditionellen Ländlers in ihrem Repertoire. Gelegentlich tritt das Sopransaxophon, ein im traditionellen Ländler weitverbreitetes Blasinstrument, in den Vordergrund. Ein Markenzeichen von Willy Mächler ist Retour des hirondelles, ein für Akkordeon komponierter Musette-Walzer aus der welschen Schweiz.

## Louis Menar Band
Anlässlich ihres 8. Gala-Auftrittes an der Silvesterparty 2003 im Hotel Uto Kulm auf dem Uetliberg in Zürich entschlossen sich die fünf Musikanten, nicht mehr unter dem alten Namen Glarnerbuebe aufzutreten. Sie gaben sich einen zeitgemässeren Namen – Louis Menar Band. Die Musikgruppe bestand aus
- Louis Menar
- Willy Mächler (Akkordeon, Keyboard)
- Hans Hobi (Sopransaxophon, Es-alto-Saxophon, Tenorsaxophon, Klarinette, E-Bass, Gitarre)
- Erich Hauser (Sopran-, Es-alto- und Tenorsaxophon, Klarinette)
- Emil Stucki (Schlagzeug)